# FC Strombeek 1932
FC Strombeek 1932 is een Belgische voetbalclub uit de Vlaams-Brabantse plaats Strombeek-Bever. De in 2019 opgerichte club is aangesloten bij de KBVB met stamnummer 9722 en heeft zwart en wit als kleuren.

## Geschiedenis
In 2019 hield de in moeilijkheden verkerende voetbalclub KFC Strombeek (5009) op met bestaan, nadat onder andere fusiegesprekken met KSC Grimbergen op niets uitdraaiden. Er werd daarop besloten om een nieuwe club op te richten met FC Strombeek 1932 als nieuwe naam. Het stamnummer 5009 werd geschrapt en de KBVB gaf de nieuwe club het stamnummer 9722.
FC Strombeek 1932 begon in 2019–20 aan haar eerste seizoen op het laagste competitieniveau, namelijk in vierde provinciale van Brabant (reeks E). In 2022 speelden ze kampioen waardoor ze sinds het seizoen 2022–23 uitkomen in derde provinciale (reeks B). 
In mei 2025 werd aangekondigd dat er in het seizoen 2025/26 geen eerste ploeg meer zal opgesteld worden; dit onder meer na een bizar forfait-incident dat de nationale pers haalde. Men gaat wel verder in de jeugdreeksen.

## Resultaten
| Seizoen | Klasse | Klasse | Klasse | Klasse | Klasse | Klasse | Klasse | Klasse | Klasse | Reeks                      | Punten | Opmerkingen                           |
|         | 1A     | 1B     | 1Nat   | 2Afd   | 3Afd   | P.I    | P.II   | P.III  | P.IV   |                            |        |                                       |
| ------- | ------ | ------ | ------ | ------ | ------ | ------ | ------ | ------ | ------ | -------------------------- | ------ | ------------------------------------- |
| 2019/20 |        |        |        |        |        |        |        |        | 3      | 4de Prov. Brab. E          | 51     |                                       |
| 2020/21 |        |        |        |        |        |        |        |        | –      | 4de Prov. Brab. E          | –      | Seizoen stopgezet door coronapandemie |
| 2021/22 |        |        |        |        |        |        |        |        | 1      | 4de Prov. Brab. E          | 55     | Kampioen                              |
| 2022/23 |        |        |        |        |        |        |        | 9      |        | 3de Prov. Brab. B          | 48     |                                       |
| 2023/24 |        |        |        |        |        |        |        | 12     |        | 3de Prov. Brab. B          | 30     |                                       |
| 2024/25 |        |        |        |        |        |        |        | 2      |        | 3de Prov. Brab. B          | 71     |                                       |
| 2025/26 |        |        |        |        |        |        |        |        |        | Geen A-ploeg in competitie |        |                                       |

## Trainers
- 2019–2021:  Grégory Smal
- 2021–heden:  Stéphane Janssens